# Fermín de Arizmendi
Fermín de Arizmendi (Puente la Reina, baut. 11 de junio de 1691-Ávila, 15 de diciembre de 1733) fue un compositor y maestro de capilla español.

## Vida
Nació en Puente la Reina, en Navarra. Su educación musical transcurrió en la Catedral de Toledo, donde entró con catorce años y fue seise de 1705 a 1714. En Toledo fue su maestro Miguel de Ambiela.
Con 20 años se presentó al magisterio de la Catedral de Jaén, que había quedado vacante tras el fallecimiento de Pedro de Soto y Jorquera. Entre el 16 y el 22 de septiembre de 1711, Arizmendi realizó las pruebas junto con Gregorio Portero, Juan Manuel García de la Puente, todos seises de la Catedral de Toledo; Pedro de Arteaga, músico de la Catedral de Palencia; Fernando de Quesada, maestro de seises de la Catedral de Jaén que había ido a Madrid a estudiar composición; Carlos Barrero, maestro de seises en la Catedral de Guadix; Andrés González Araujo, maestro de capilla de la Colegiata de Osuna; y Mateo Núñez Fernández, maestro de capilla de la Catedral de Baeza. Las pruebas fueron duras y los candidatos tuvieron que realizar una composición en 24 horas en base a algunas obras en latín y romance. Ganó Juan Manuel García de la Puente, compañero seise de Arizmendi en la Catedral de Toledo.
En 1714 fue recomendado para maestro de capilla de la Catedral de Ávila por el cabildo de Toledo, para que se le realizase un examen de aceptación sin realizar oposiciones. El 1 de septiembre de 1714 fue nombrado maestro de capilla de la Catedral de Ávila, sucediendo a Juan Cedazo.
En 1719 se ordenó sacerdote. A partir de 1725 se tienen noticias de problemas de salud, ya que en las actas capitulares aparecen ausencias de sus obligaciones con los seises. Ausencias mayores ocurrieron en 1729 y 1733. Arizmendi falleció el 15 de diciembre de 1733 en Ávila.

## Obra
Se conservan 15 composiciones suyas en la Catedral de Ávila y algunas en el monasterio de El Escorial. En castellano se han conservado dos villancicos: Desvívense afuera, a ocho voces, y Pastores de estos valles, a cinco voces, violines y órgano.